# Enquinano
Enquinano és una partida rural del terme municipal de Conca de Dalt, a l'antic terme d'Hortoneda de la Conca), al Pallars Jussà. És en territori del poble d'Hortoneda.
Està situada a migdia d'Hortoneda, al sud-oest de la Colomina, a migdia del Tros de la Font, a llevant de la Font de l'Abat i a ponent dels Bancalons. És al capdavall, nord-est, de les Costes de la Font de l'Aumetlla, A la seva part occidental hi ha la Cabana del Toni.
Consta de 6,6501 hectàrees de conreus de secà, pastures, matolls i zones improductives.